# Thermen am Viehmarkt

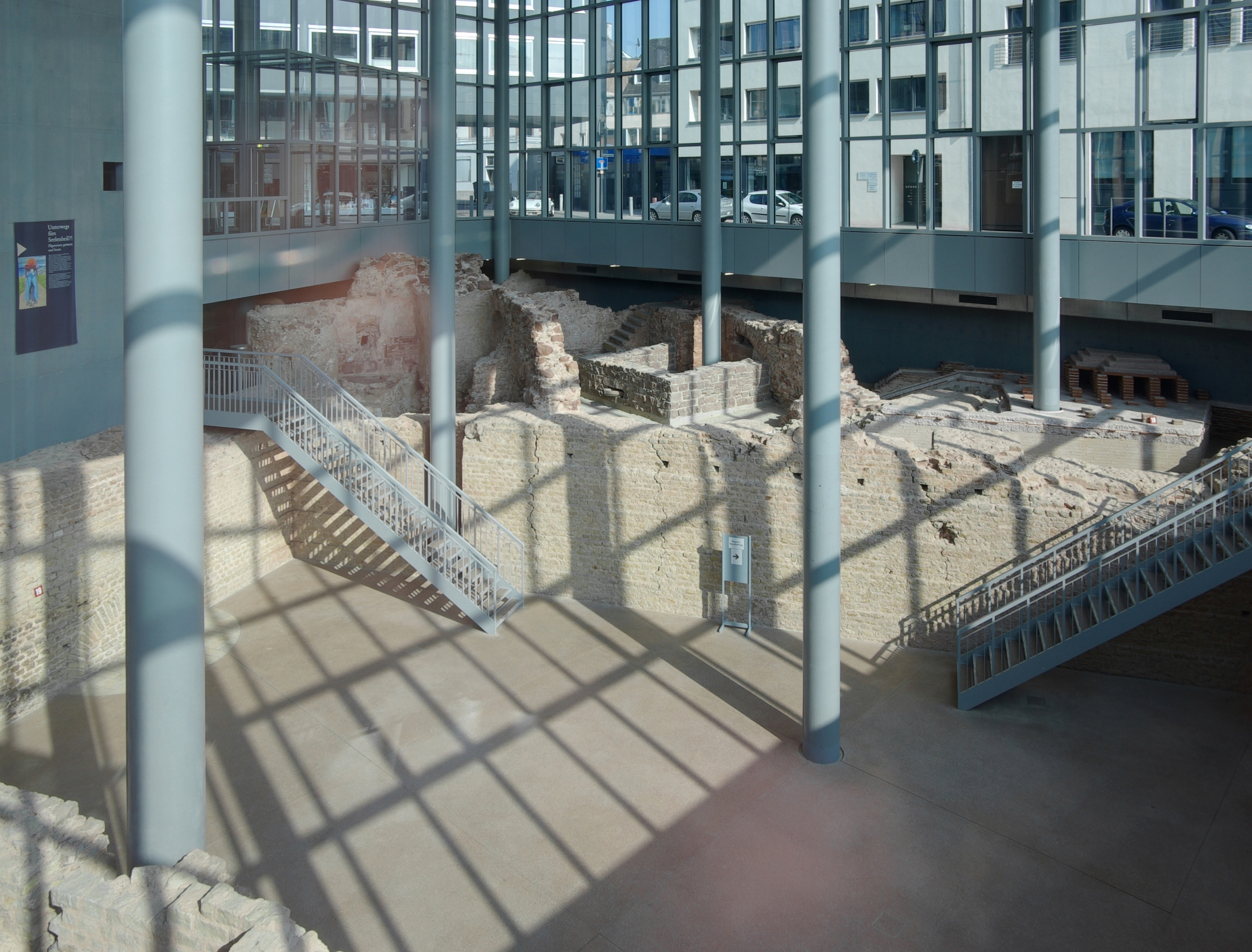
Vorne Thermen, hinten (diagonal) Reste des Kapuzinerklosters

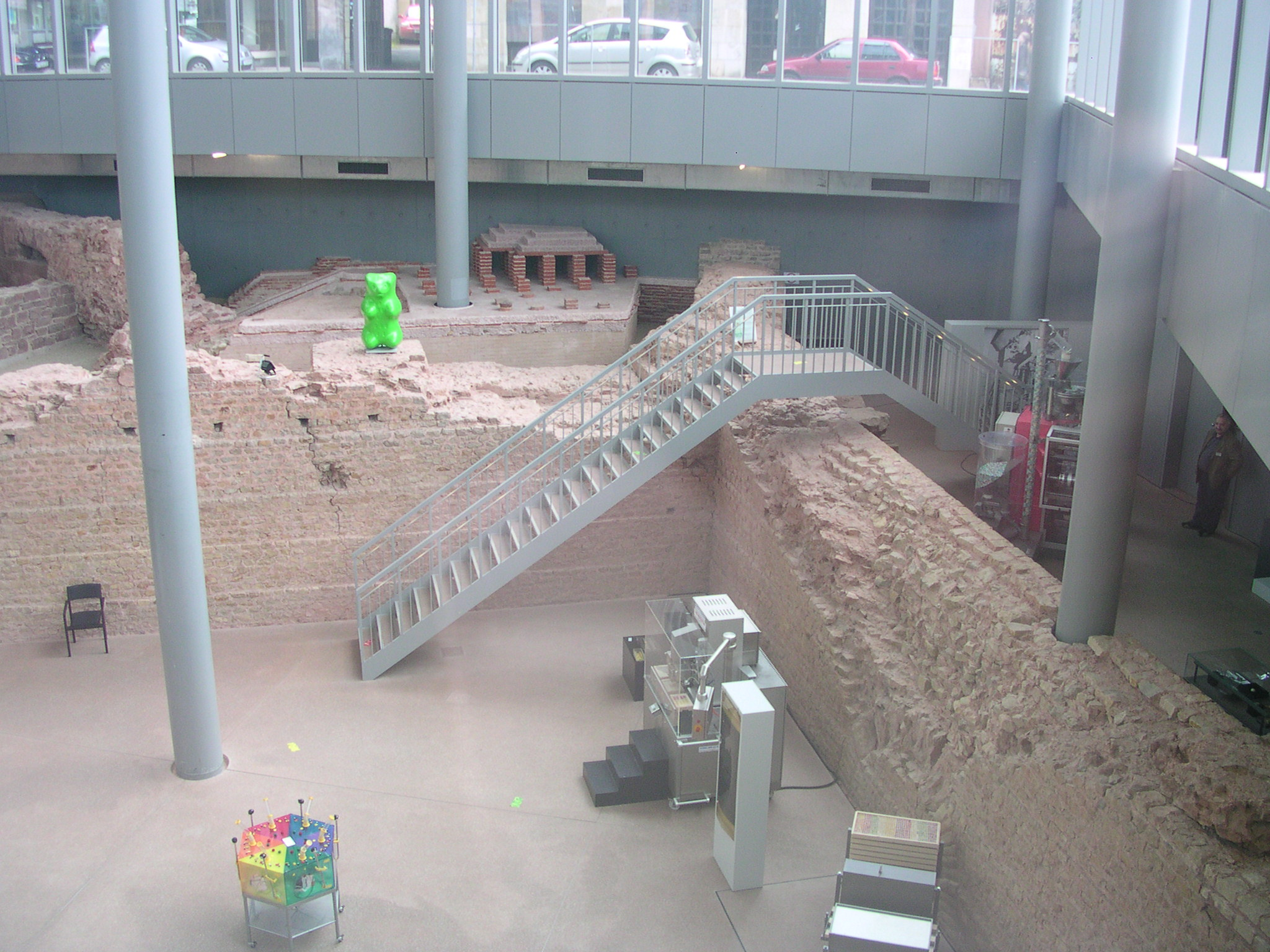
Im Hintergrund Mitte ein Teil der römischen Fußbodenheizung (Hypokaustum)

Die Thermen am Viehmarkt (auch Viehmarktthermen) in Trier sind eine Thermenanlage römischen Ursprungs, die nahe dem Forum der römischen Stadt – der Augusta Treverorum – lag. Ihren Namen haben die Thermen von dem Platz, unter dem sie entdeckt wurden, dem Viehmarkt.
Die Viehmarktthermen und die Überreste der auf ihrem Gelände errichteten Gebäude eines Kapuzinerklosters werden heute von einem Bau des Architekten Oswald Mathias Ungers geschützt und sind für Besichtigungen und Veranstaltungen zugänglich.

## Geschichte
Die Römer begannen ca. 80 n. Chr. mit dem Bau der Thermenanlage. Sie war damit die erste Trierer Thermenanlage (älter als Barbarathermen und Kaiserthermen). Ungefähr 20 Jahre später wurde der Bau der Viehmarktthermen abgeschlossen. Die Thermen waren so angelegt, dass das Warmbad Licht aus dem warmen Süden bekam. Das Kaltbad hatte seine Fenster im kalten Norden.
Die 8364 m² große Thermenanlage wurde am stärksten im 3. und 4. Jahrhundert genutzt. Nach dem Niedergang des römischen Trier wurden die Thermen nicht mehr als Badeanlage genutzt und verfielen im Laufe der Jahrhunderte. Im 13. Jahrhundert verlor die Thermenruine an Substanz, da man sie als Steinbruch bewirtschaftete.
Im 17. und 18. Jahrhundert errichtete der Kapuzinerorden einige Gebäude über dem Ostteil der Ruine. Den verbleibenden Bereich benutzte der Orden, um einen Klostergarten zu bauen, aus dem nach der Aufhebung des Klosters im Jahr 1802 ab 1811 der sogenannte Viehmarkt als Marktplatz wurde. Die Ruinen gerieten in Vergessenheit, und es wurde allgemein angenommen, dass es in Trier nur zwei Thermenanlagen (Barbarathermen und Kaiserthermen) gegeben habe.

## Wiederentdeckung und Ungers-Bau

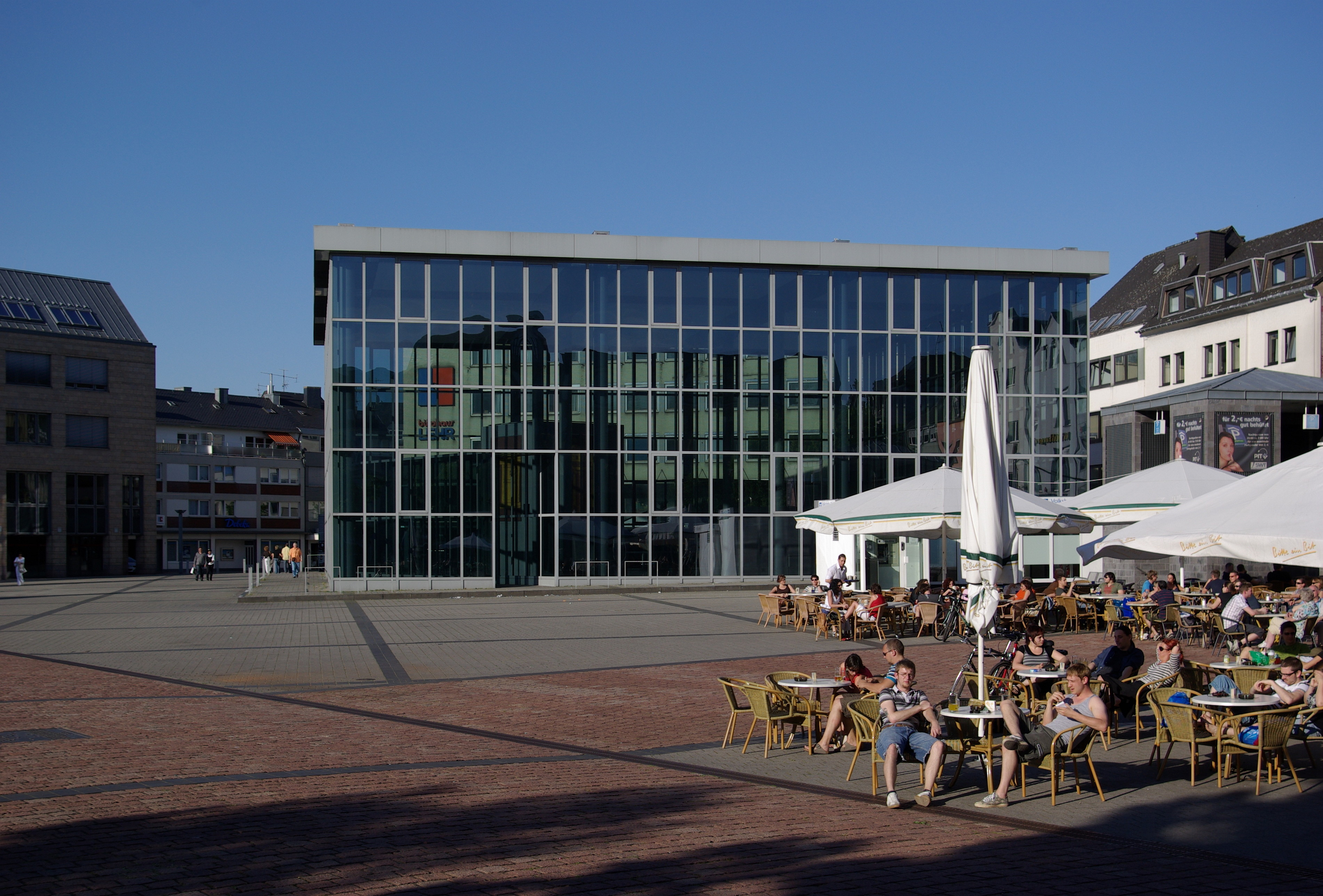
Ungers-Bau über den Thermen; vorn die römischen Straßenachsen

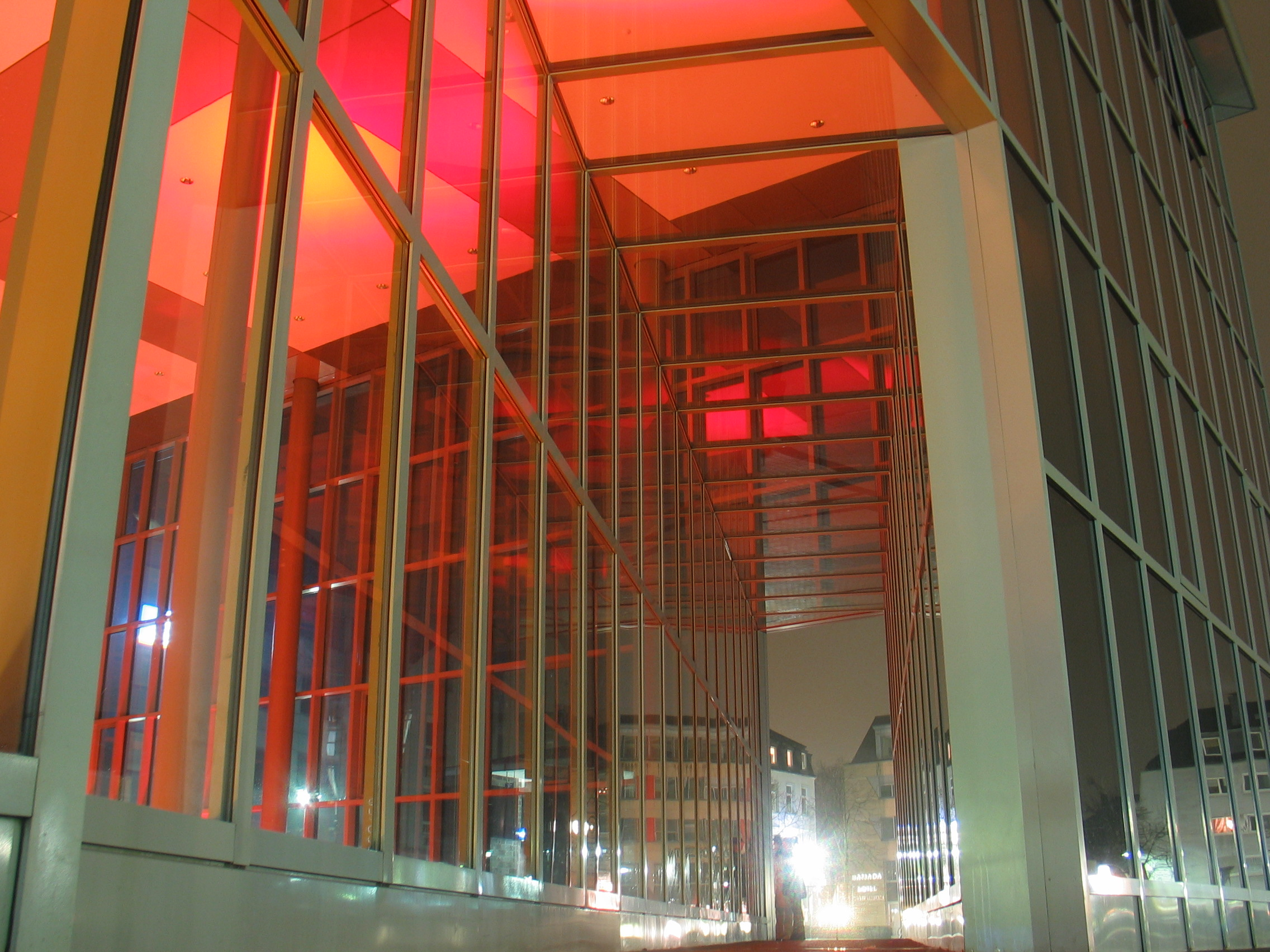
Ungers-Bau bei Nacht

1987 stieß man beim Aushub für eine Tiefgarage auf die Überreste und machte daraufhin bis 1994 Ausgrabungen im Areal des Viehmarkts. Die Tiefgarage wurde schließlich nur unter einem gegenüber den ursprünglichen Planungen etwas verschobenen Teil des Viehmarktes gebaut, um einen Großteil der Ruinen zu erhalten. Der Bau wurde – ebenso wie andere Tiefbauten im Trierer Stadtzentrum – dennoch kritisiert, da er durch die Tiefe des Aushubs die archäologisch interessanten Schichten unwiederbringlich zerstörte.
Der Architekt Oswald Mathias Ungers entwarf für die freigelegten Ruinen von Thermen und Kapuzinerkloster ein schützendes Gebäude mit Glasfassaden, das weitgehend die Form eines großen Quaders hat (von den Trierern oft nur „Ungers-Vitrine“ genannt). Auf Ungers geht außerdem das heutige Straßenpflaster auf dem Viehmarkt zurück, das in rötlichen Steinen die Lage der römischen Straßenachsen nachzeichnet. Laut Ungers Plan soll das von ihm entworfene Gebäude den Eindruck eines Aufzugs vermitteln: Entlang der hohen Tragesäulen sei das Straßenpflaster „hochgefahren“ worden und dadurch die darunterliegenden Ruinen sichtbar geworden. Getreu dieser Idee ist das Flachdach des Gebäudes mit den Steinen und im Muster des Viehmarktpflasters gedeckt (nicht von unten sichtbar).
In der archäologischen Fachwelt ist Ungers umstritten, da er „bei der Errichtung dieses ‚Schutzbaues‘ Teile der zu schützenden antiken Substanz unnötiger Weise durch Herausschneiden und Durchbohren des Mauerwerks vernichtet“ habe. Der Architekt wurde später auch zur Errichtung des neuen, monumentalen Eingangsbereichs an den Kaiserthermen berufen, wofür die bis dahin erhaltene nördliche Randbebauung der Palaestra geopfert wurde.
Seit Juni 1998 sind die Ruinen für Besichtigungen zugänglich. Vor allem abends werden die Räumlichkeiten außerdem für unterschiedliche öffentliche oder private Veranstaltungen, wie z. B. Konzerte oder das jährliche Weinforum, genutzt. Daneben finden Sonderausstellungen statt, etwa 2016 die Fotoausstellung Herbert Piel Ankunft: Rheinland-Pfalz.

## Welterbe-Problematik
Weil die Thermen erst Anfang der 1990er Jahre entdeckt wurden, stehen sie nicht auf der UNESCO-Liste des Weltkulturerbes, denn die übrigen römischen Baudenkmäler wurden dort bereits 1986 aufgenommen. Für eine Aufnahme in die UNESCO-Liste müsste also die Eintragung Welterbe Römische Baudenkmäler, Dom und Liebfrauenkirche in Trier um diese Thermen ergänzt werden. Ob das von der Stadt Trier beantragt werden soll, ist umstritten, weil die Erweiterung mit der Auflage verbunden werden könnte, dort keine Veranstaltungen mehr durchzuführen, wodurch diese Einnahmequelle versiegen würde.